# Ghazi el-Boustani
Ghazi Émile el-Boustani (in arabo غازي إميل البستاني‎?; Jieh, 3 ottobre 1967) è un ex cestista libanese.

## Carriera
Con il Libano ha disputato i Campionati asiatici del 2001 e i Campionati mondiali del 2002.